# Velká jizerská louka

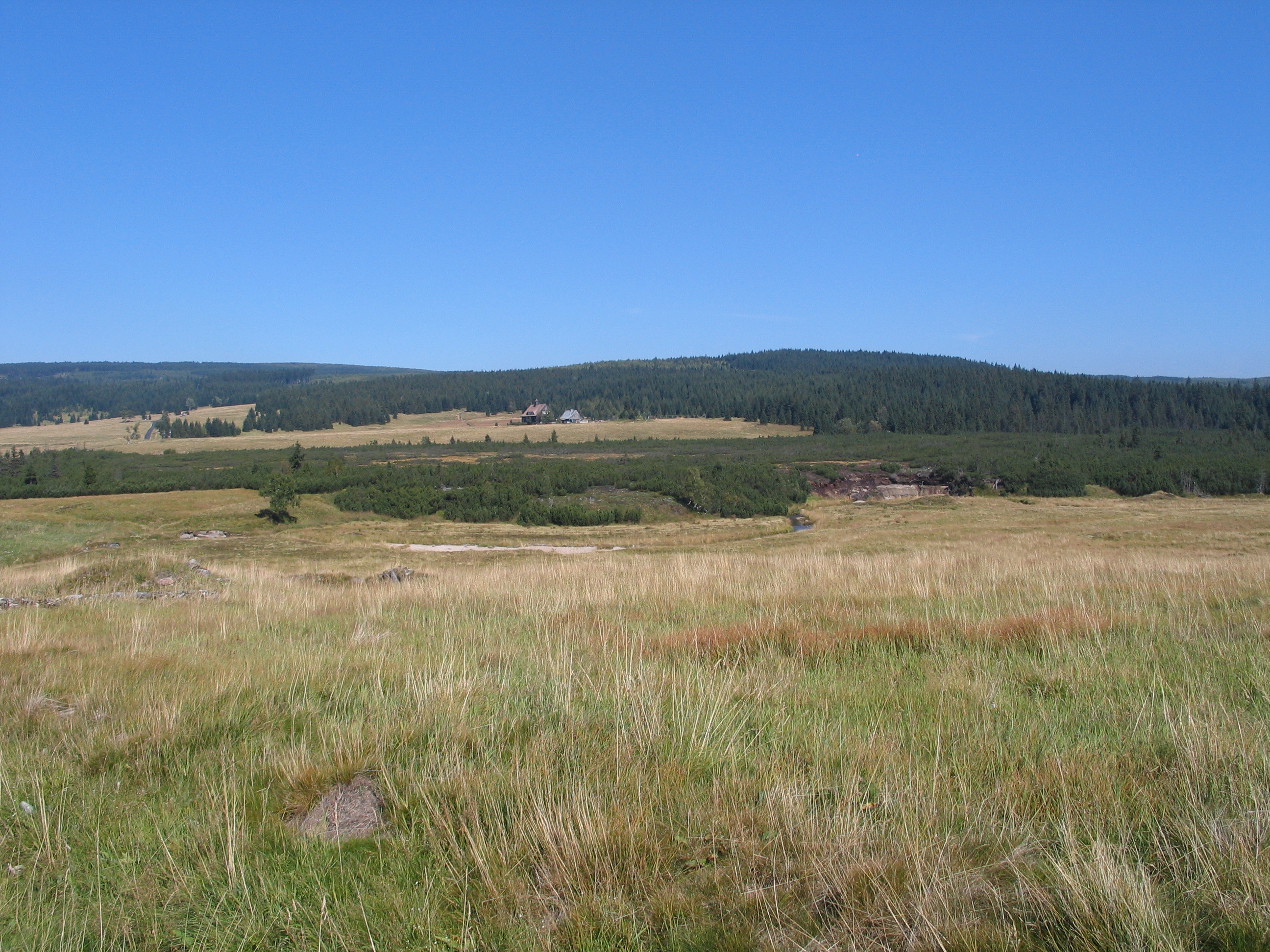
Velká jizerská louka, v pozadí hostel

Velká jizerská louka (polsky Hala Izerska, německy Grosse Iserwiese) je horská louka ležící ve výšce 840–880 m n. m v údolí řeky Jizery v Jizerských horách na státní hranici oddělující Českou republiku a Polsko. Pojmenování lokality je přičítáno Tadeuszi Stecovi, který ji tak nazval v padesátých letech 20. století).

## Podnebí

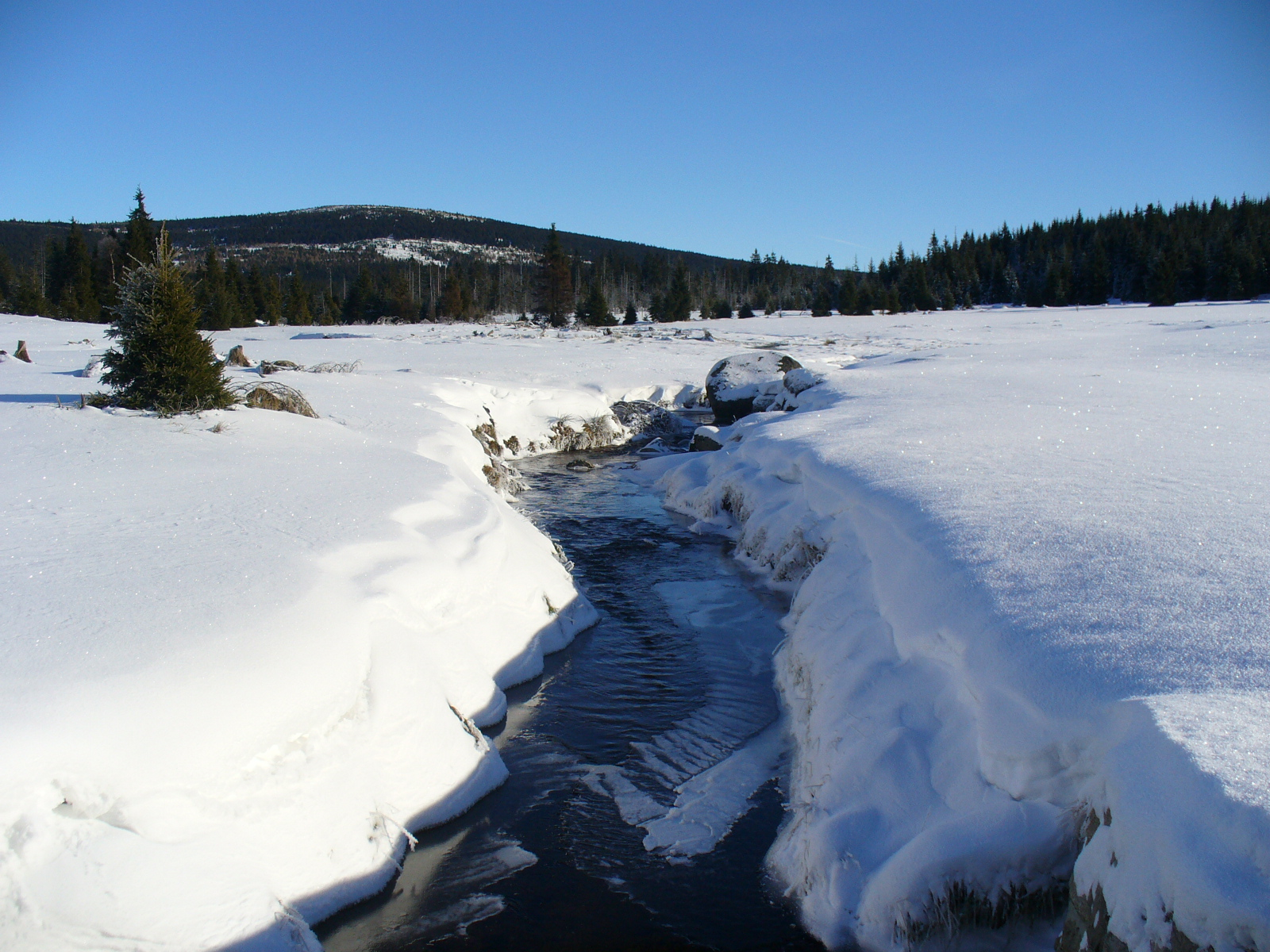
Velká jizerská louka v zimě, polský pól chladu

Díky přílivu chladného a vlhkého atlantického vzduchu jsou klimatické podmínky na Velké jizerské louce podobné subalpinskému patru Krkonoš ležícímu o 600 metrů výše. I během léta jsou zde zaznamenány záporné teploty vzduchu, když například 20. července 1996 dosahovala teplota -5,5 °C nebo 14. srpna 2012 zde bylo dosaženo −1,7 °C. Dne 29. prosince 1996 klesla zdejší teplota na hodnotu −36,6 °C a 3. února 2012 na −36 °C. Každý měsíc se zde vyskytují teploty pod nulou, přičemž sněhová pokrývka tu zůstává až do května. Kvůli nejnižším průměrným ročním teplotám je Velká jizerská louka považována za polský pól chladu (obdobné vlastnosti má na polském území oblast zvaná Puścizna Rękowiańska). Rekordně nízké teploty na Velké jizerské louce jsou důsledkem noční teplotní inverze, která vzniká, když studený vzduch sestupuje ze svahů hor do úzkého údolí. Zdejší roční úhrn srážky činí 1500 milimetrů a je přibližně srovnatelný s Krkonoši nebo Tatrami.

## Příroda
Na Velké jizerské louce roste šicha černá (Empetrum nigrum), ostřice chudokvětá (Carex pauciflora) a bažinná (Carex limosa), suchopýr pochvatý (Eriophorum vaginatum) či úzkolistý (Eriophorum angustifolium) a rosnatka okrouhlolistá (Drosera rotundifolia), která je typická pro zdejší rašeliniště. Nalézá se zde i borovice kleč (Pinus mugo). Velká jizerská louka částečně zasahuje do české národní přírodní rezervace nazvané Rašeliniště Jizery.

## Cestovní ruch

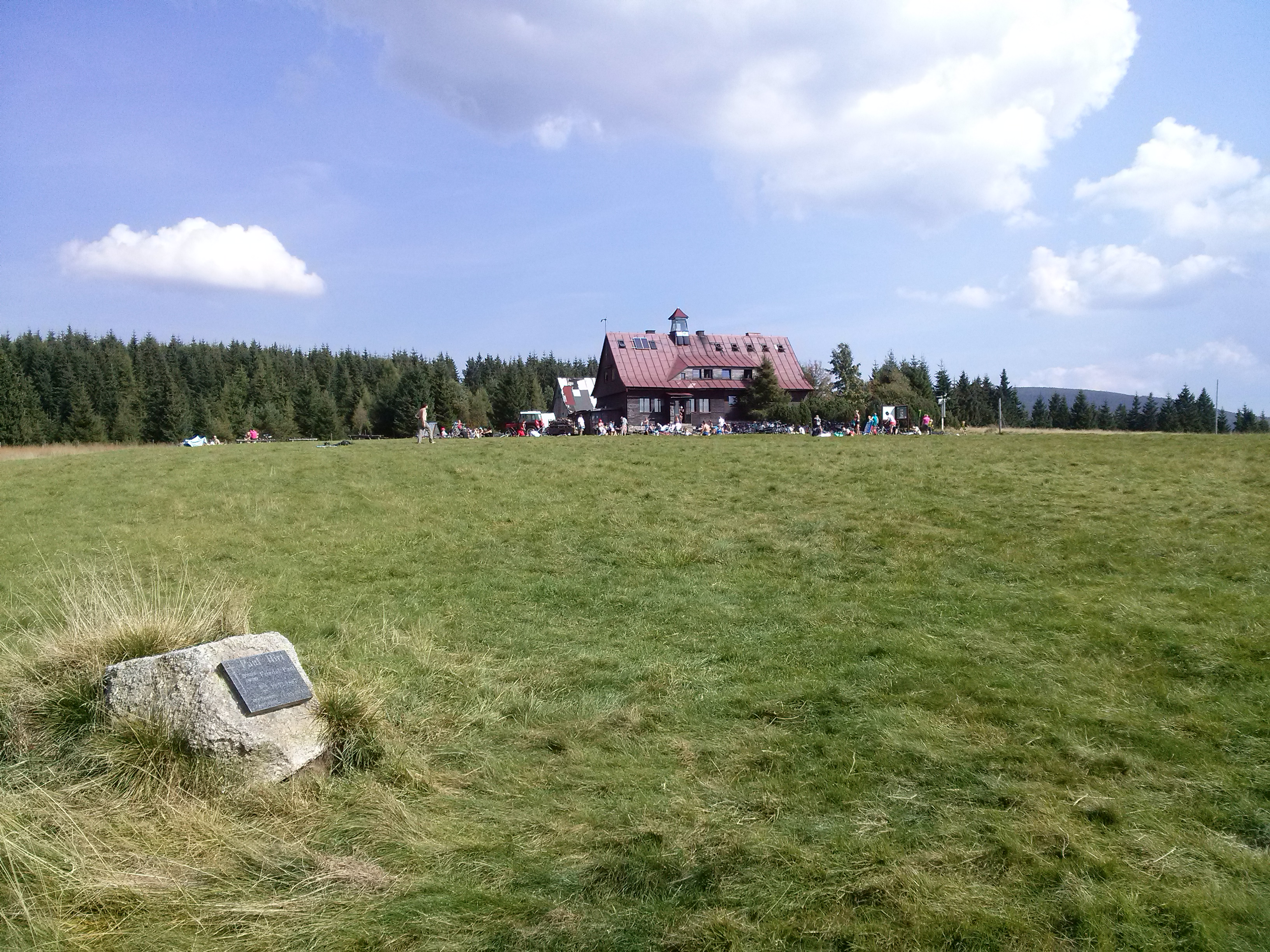
Hrob Paula Hirta a Chatka Górzystów

Na polské straně je zbudován horský hostel Chatka Górzystów, jež je jedinou dochovanou stavbou z původní vesnice Gross-Iser zničené během padesátých let 20. století. Vedou k němu zpevněné cyklistické a pěší stezky například ze Świeradów-Zdrój.

### Turistické trasy
Přes louku vedou následující trasy:
- červená turistická trasa do Jakuszyc
- žlutá turistická trasa ze Stóg Izerski do Rozdroże Izerskie
- modrá turistická trasa z Polana Izerska do Szklarska Poręba